# TLC: Tables, Ladders and Chairs (2011)
Cet article concerne l'édition 2011 du pay-per-view TLC: Tables, Ladders and Chairs. Pour toutes les autres éditions, voir WWE TLC: Tables, Ladders & Chairs.
L'édition 2011 de TLC: Tables, Ladders and Chairs est une manifestation de catch professionnel télédiffusée et visible uniquement en paiement à la séance. L'événement, produit par la WWE, s'est déroulé le 18 décembre 2011 dans le 1st Mariner Arena à Baltimore, en Maryland, aux États-Unis. Il s'agit de la troisième édition de TLC: Tables, Ladders & Chairs, pay-per-view annuel qui, comme son nom l'indique, propose des matchs avec des tables, des échelles et des chaises.
Six matchs, dont quatre mettant en jeu les titres de la fédération, ont été programmés. Chacun d'entre eux est déterminé par des storylines rédigées par les scénaristes de la WWE ; soit par des rivalités survenues avant le pay-per-view, soit par des matchs de qualification en cas de rencontre pour un championnat. L'événement a mis en vedette les catcheurs des divisions Raw et SmackDown, créées en 2002 lors de la séparation du personnel de la WWE en deux promotions distinctes.

## Contexte
Les spectacles de la WWE en paiement à la séance sont constitués de matchs aux résultats prédéterminés par les scénaristes de la WWE. Ces rencontres sont justifiées par des storylines — une rivalité avec un catcheur, la plupart du temps — ou par des qualifications survenues dans les émissions de la WWE telles que RAW SuperShow, SmackDown et Superstars. Tous les catcheurs possèdent un gimmick, c'est-à-dire qu'ils incarnent un personnage gentil ou méchant, qui évolue au fil des rencontres. Un pay-per-view comme TLC: Tables, Ladders and Chairs est donc un événement tournant pour les différentes storylines en cours.

### Mark Henry contre le Big Show
La rivalité entre les deux hommes débute à Capitol Punishment, quand Mark Henry attaque le Big Show et Alberto Del Rio est déclaré vainqueur.
Lors du Raw Roulette, le Big Show affronte Alberto Del Rio dans un Steel Cage match et Mark Henry intervient et détruit la cage en passant le Big Show à travers. Un match est donc organisé à Money in the Bank, dont Mark Henry sort vainqueur après deux World Stangest Slam et deux Splashs ; après le match, il place une chaise sur la cheville du Big Show et saute dessus, blessant le géant qui est éloigné des rings.
Le Big Show fait un retour le 7 octobre et demande un match pour le championnat du monde poids lourds. Il l'obtient par la force en passant Mark Henry à travers la table des commentateurs avec un Chokeslam. Après une première rencontre à Vengeance qui se finit en no contest après une superplex de Mark Henry sur le Big Show provoquant l'effondrement du ring sous le poids des deux hommes, puis aux Survivor Series où Henry se disqualifie intentionnellement pour conserver la ceinture, le Big Show aide le vainqueur du Money in the Bank de Smackdown, Daniel Bryan, à encaisser sa mallette et remporter la ceinture. Malheureusement pour lui, Theodore Long en décide autrement, rend la mallette à Bryan et le titre à Henry, mais les deux hommes s'affrontent dans un Steel Cage match remporté par Henry.
Le lendemain, la WWE annonce que Mark Henry affrontera Big Show à TLC.

### CM Punk contre Alberto Del Rio contre The Miz
Après avoir battu Del Rio au Survivor Series pour le titre de la WWE, CM Punk doit défendre son titre dans un Fatal 4-Way TLC match, dont les participants sont désignés lors du Raw du 5 décembre 2011 : The Miz bat Randy Orton par décompte à l'extérieur, Alberto del Rio vainc Daniel Bryan et John Cena est contraint d'affronter Zack Ryder.
Cependant, Cena est prêt à laisser sa place dans le match pour que Zack Ryder obtienne une occasion de match pour le championnat des États-Unis. John Laurinaitis accepte, forçant ainsi Cena à abandonner sa place et réduisant le match à un Triple Threat TLC match.

### Triple H contre Kevin Nash
À la suite du renvoi de Kevin Nash de la WWE par Triple H lors du Raw du 5 septembre, la rivalité entre les deux hommes est vive. Elle se confirmera le 23 octobre à Vengeance lorsque Nash porta son Jacknife Powerbomb sur Triple H durant son match avec CM Punk contre The Miz et R-Truth. L'attaque causa la défaite de Punk et HHH, mais notamment une blessure au cou à celui-ci. Le lendemain, Triple H demande à John Laurinaitis, le nouveau manager général par intérim de Raw, de proposer à Nash le meilleur contrat possible pour qu'il puisse lui "botter le derrière". Nash arriva par derrière et attaqua le cou de Triple H, déjà sensible au vicieux Jacknife Powerbomb de la veille. HHH sortit en ambulance, avec une ultime attaque de la part de Nash en backstage. L'état de Triple H lui impose du repos pour environ 6 semaines. La WWE annonce finalement lors du Raw du 5 décembre un match officiel entre Triple H et Kevin Nash à TLC, qui sera un Ladder match.

### Randy Orton contre Wade Barrett
Au Survivors Series, Wade Barrett et son équipe ont battu l'équipe de Randy Orton. Ensuite à Smackdown, le général manager de Smackdown
Théodore Long annonce un beat the clock pour la stipulation du match entre Wade Barrett et Randy Orton à TLC. Wade Barrett bat
Ezekiel Jackson en 7 minutes et 02 secondes et après Randy Orton bat Dolph Ziggler en 2 secondes avant la fin du compte à rebours.
Il choisit pour la stipulation pour son match contre Wade Barrett à TLC un Tables Match.

### Dolph Ziggler contre Zack Ryder
Ayant remporté le United States Championship le 19 juin à Capitol Punishment, Dolph Ziggler a gagné tous les matchs où son titre était en jeu. Leur rivalité commença lors du Raw du 19 septembre où Hugh Jackman, Guest Host de la soirée fit perdre Ziggler face à Zack Ryder après une droite dans le dos de l'arbitre. La semaine suivante Ryder eu son match pour le titre mais perdit à la suite d'une intervention de Vickie Guerrero et Jack Swagger. Leur rivalité se confirma au fil des semaines, Ryder désirant une nouvelle occasion de remporter le titre. Ryder perd aussi à Vengeance la chance de devenir champion. À quelques jours des Survivor Series, le GM par intérim de Raw, John Laurinaitis, refuse de lui donner un match pour le titre. C'est finalement John Morrison qui affronta Ziggler, mais perdit. Il portera son Rough Ryder à Ziggler à la fin du match. Finalement, le 5 décembre à Raw, Laurinaitis organise un match entre Ryder et John Cena, l'enjeu étant que si Cena gagne, il aura la possibilité d'affronter CM Punk pour le WWE Championship à TLC, et si Ryder gagne, il deviendra challenger au titre de Dolph. Cena gagne le match, mais va tout de suite après demander à Laurinaitis un nouveau match pour Ryder à condition de ne pas avoir sa chance à TLC. Laurinaitis cède, et Ryder obtient son nouveau match, cette fois-ci contre le World Heavyweight Champion, Mark Henry dans un match sans disqualification. Durant le match, Cena intervient, porte son Attitude Adjustment sur Henry, permettant à Ryder de faire le tombé et de gagner le match. Il affrontera donc Dolph Ziggler à TLC pour le titre

### Cody Rhodes contre Booker T
Leur rivalité commence lors du Raw du 14 novembre où Cody Rhodes, à la fin de son match, asperge Booker T à l'aide d'un verre d'eau. Lors du SmackDown spécial du 19 novembre un match entre eux deux était prévu mais fut annulé après que Cody Rhodes ait attaqué Booker T avec sa ceinture. Booker T, lors du SmackDown du 9 décembre intervient dans le match opposant Cody Rhodes à Daniel Bryan ; Cody Rhodes gagne par disqualification. Ils s'affronteront pour le WWE Intercontinental Championship.

## Résultats
| #                                                                | Match                                                                                 | Stipulation                                                                   | Durée |
| ---------------------------------------------------------------- | ------------------------------------------------------------------------------------- | ----------------------------------------------------------------------------- | ----- |
| Dark                                                             | Drew McIntyre bat Alex Riley.                                                         | Match simple.                                                                 | 4:37  |
| 1                                                                | Zack Ryder bat Dolph Ziggler (c).                                                     | Match simple pour le championnat des États-Unis de la WWE.                    | 10:21 |
| 2                                                                | Air Boom (Kofi Kingston et Evan Bourne) (c) battent Primo et Epico (avec Rosa Mendes) | Tag Team match pour le championnat par équipe de la WWE.                      | 7:32  |
| 3                                                                | Randy Orton bat Wade Barrett.                                                         | Tables match.                                                                 | 10:16 |
| 4                                                                | Beth Phoenix (c) bat Kelly Kelly.                                                     | Match simple pour le championnat des Divas de la WWE.                         | 5:36  |
| 5                                                                | Triple H bat Kevin Nash.                                                              | Sledgehammer Ladder match.                                                    | 18:18 |
| 6                                                                | Sheamus bat Jack Swagger.                                                             | Match simple.                                                                 | 5:05  |
| 7                                                                | Big Show bat Mark Henry (c).                                                          | Chairs match pour le championnat du monde poids lourds de la WWE.             | 5:30  |
| 8                                                                | Daniel Bryan bat Big Show (c).                                                        | Match simple pour le championnat du monde poids lourds de la WWE              | 0:07  |
| 9                                                                | Cody Rhodes (c) bat Booker T.                                                         | Match simple pour le championnat intercontinental de la WWE.                  | 9:16  |
| 10                                                               | CM Punk (c) bat Alberto Del Rio (avec Ricardo Rodriguez) et The Miz.                  | Triple Threat Tables, Ladders and Chairs match pour le championnat de la WWE. | 18:22 |
| (c) désigne le(s) champion(s) défendant son titre dans le match. |                                                                                       |                                                                               |       |